# Lypowez (Jaworiw)
Lypowez (ukrainisch Липовець; russisch Липовець Lipowez, polnisch Lipowiec) ist ein Dorf in der westukrainischen Oblast Lwiw mit etwa 160 Einwohnern.
Am 12. Juni 2020 wurde das Dorf ein Teil der neu gegründeten Stadtgemeinde Jaworiw im Rajon Jaworiw; bis dahin bildete es zusammen mit drei anderen Dörfern die Landratsgemeinde Drohomyschl (Дрогомишльська сільська рада/Drohomyschlska silska rada) im Rajon Jaworiw.

## Geschichte
Das Dorf gehörte zunächst zur Woiwodschaft Ruthenien der Adelsrepublik Polen-Litauen. Bei der Ersten Teilung Polens kam das Dorf 1772 zum neuen Königreich Galizien und Lodomerien des habsburgischen Kaiserreichs (ab 1804).
Im Jahre 1783 im Zuge der Josephinischen Kolonisation wurden auf dem Grund des Dorfes deutsche Kolonisten lutherischer und reformierter Konfession angesiedelt. Die Protestanten gehörten zur Pfarrgemeinde Reichan in der Evangelischen Superintendentur A. B. Galizien.
Im Jahre 1900 hatte die Gemeinde Lipowiec 143 Häuser (davon 14 im Ortsteil Lindenau) mit 831 Einwohnern (102 in Lindenau), davon 700 ruthenischsprachige, 106 deutschsprachige (95 in Lindenau), 25 polnischsprachige, 614 griechisch-katholische, 118 römisch-katholische, 8 Juden, 91 anderen Glaubens (88 in Lindenau).
Nach dem Ende des Polnisch-Ukrainischen Kriegs 1919 kam die Gemeinde zu Polen. Im Jahre 1921 hatte die Gemeinde Lipowiec 193 Häuser (davon 17 in Lindenau) mit 1080 Einwohnern (95 in Lindenau), davon 842 Polen (77 in Lindenau), 238 Ruthenen (18 in Lindenau), 706 griechisch-katholische (57 in Lindenau), 341 römisch-katholische (22 in Lindenau), 2 evangelische (in Lindenau), 31 Juden (Religion’ 14 in Lindenau).
Am 24. Mai 1939 wurde der Name Lindenau auf Lipowczyk geändert.
Im Zweiten Weltkrieg gehörte der Ort zuerst zur Sowjetunion und ab 1941 zum Generalgouvernement, ab 1945 wieder zur Sowjetunion, heute zur Ukraine.